# Bağban (Ucar)
Bağban è un comune dell'Azerbaigian situato nel distretto di Ucar. Conta una popolazione di 1 698 abitanti.